# Pfarrkirche Berndorf (Niederösterreich)

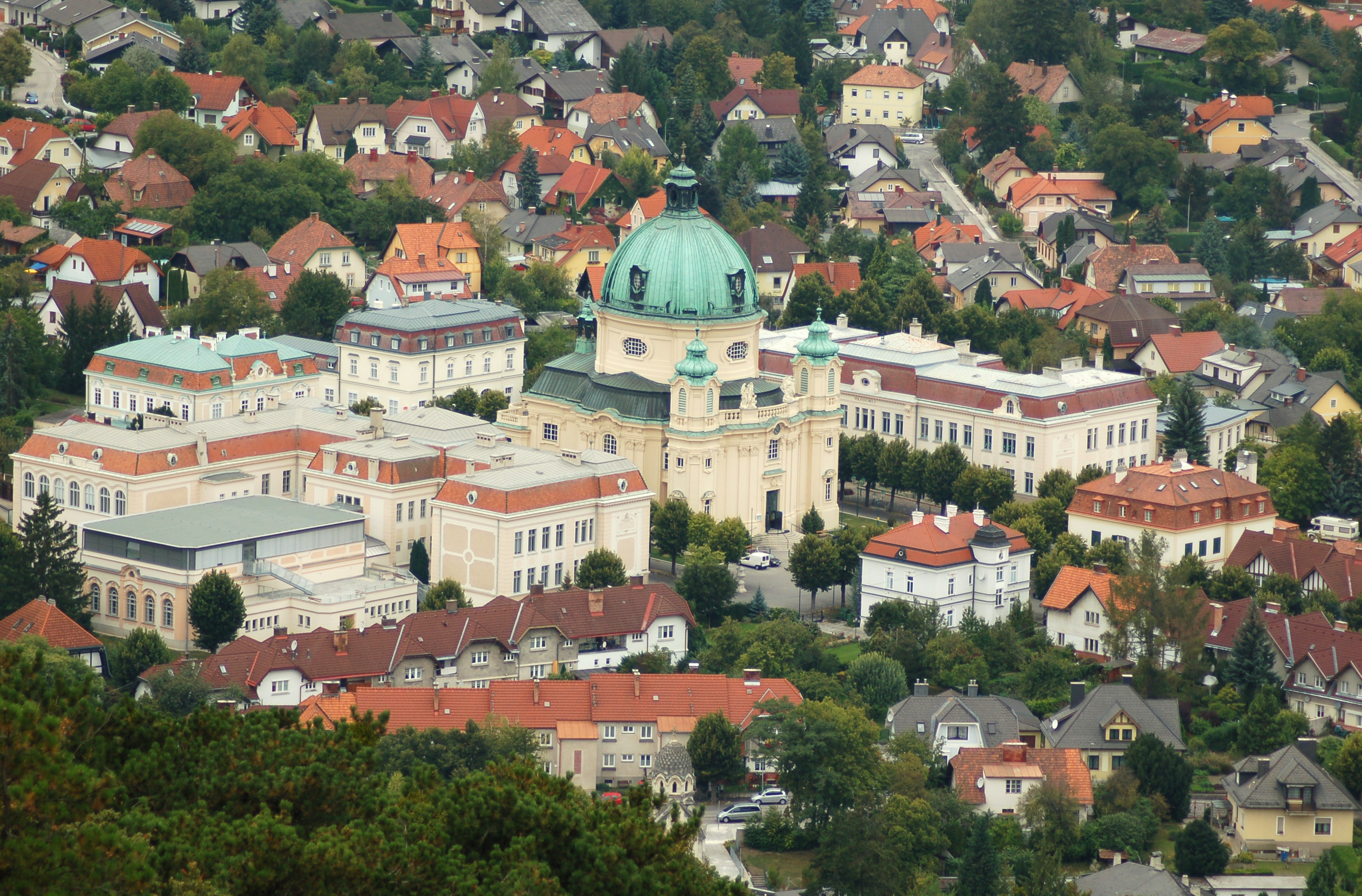
Katholische Pfarrkirche hl. Margareta in Berndorf

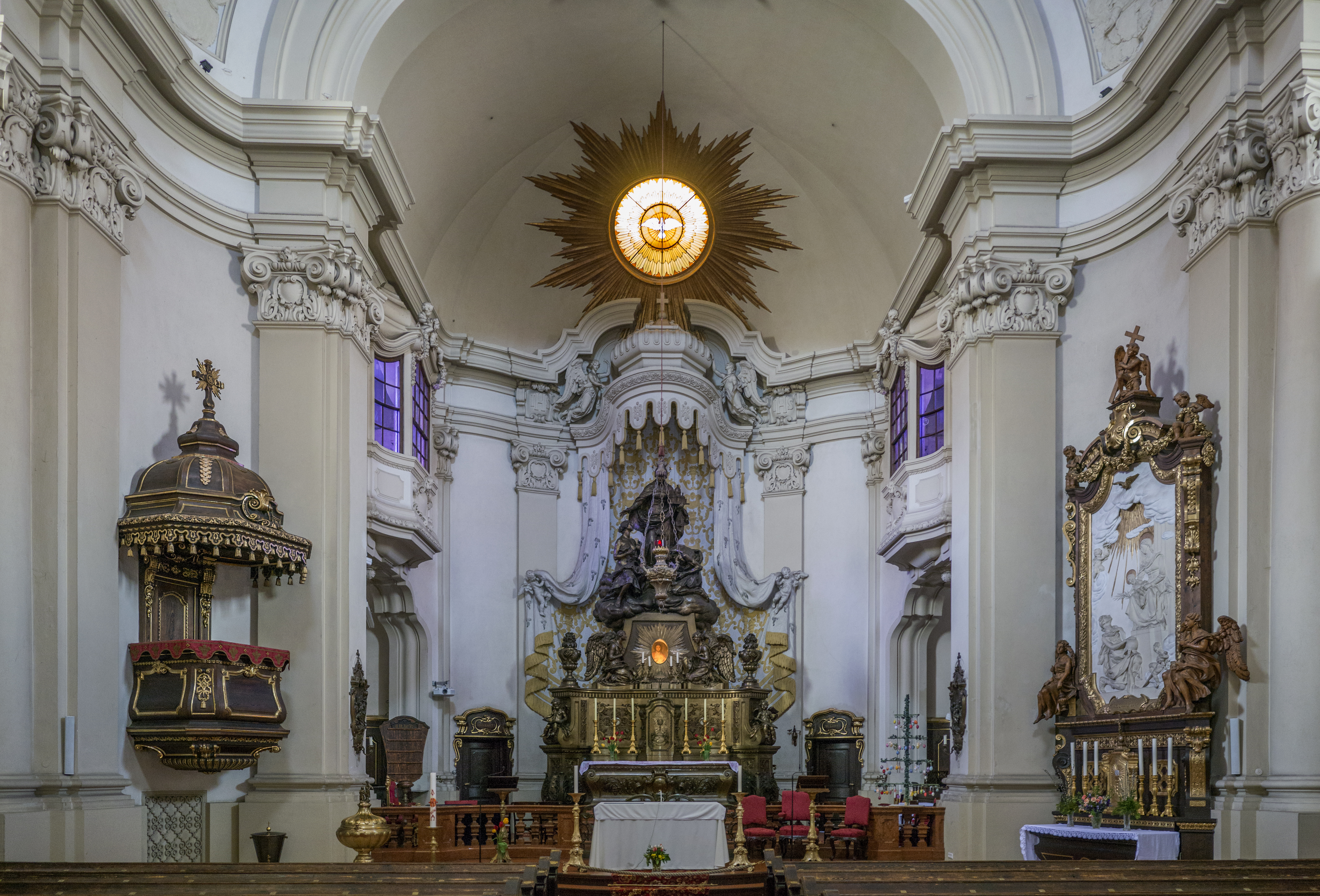
Zentralraum, Blick zum Chor

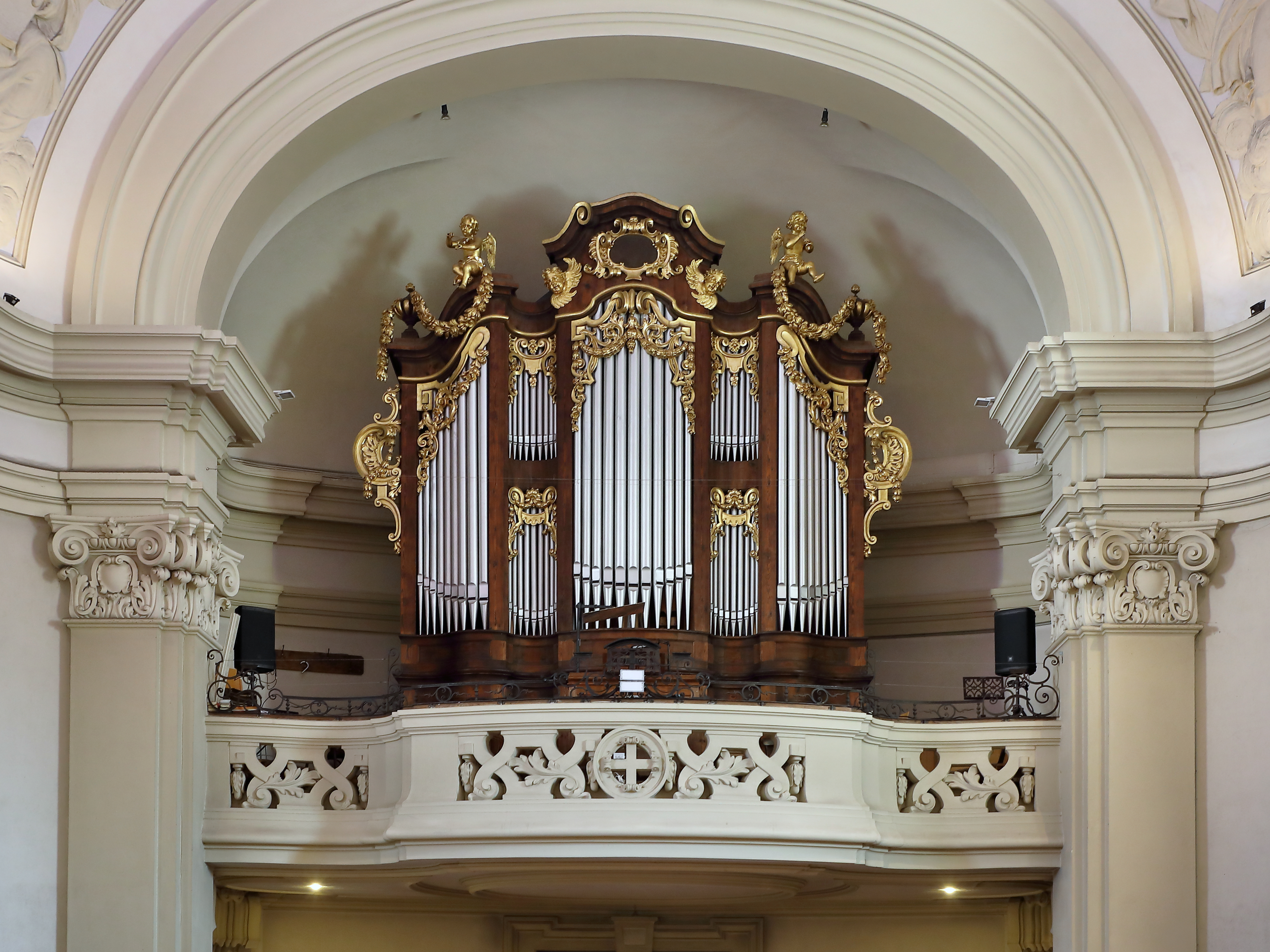
Zentralraum, Blick zur Orgelempore

Die Pfarrkirche Berndorf steht in beherrschender Lage umgeben von Repräsentationsbauten am Margaretenplatz in der Stadtgemeinde Berndorf im Bezirk Baden in Niederösterreich. Die dem Patrozinium hl. Margareta unterstellte römisch-katholische Pfarrkirche gehört zum Dekanat Pottenstein im Vikariat unter dem Wienerwald der Erzdiözese Wien. Die Kirche steht als Teil des Bauensembles Margaretenplatz unter Denkmalschutz (Listeneintrag).

## Geschichte
Die Kirche wurde von 1910 bis 1917 aufgrund einer Stiftung von Arthur Krupp nach den Plänen des Architekten Ludwig Baumann durch die Baumeister Wenzel Wegwart († 1911) und Eugen Essenther erbaut. 1917 zur Pfarrkirche erhoben wurde die ehemalige Pfarrkirche zur Filialkirche Berndorf Mariä Himmelfahrt.

## Architektur
Die neobarocke Kuppelkirche zeigt eine breit gelagerte vorschwingende pilastergegliederte Hauptfront mit flankierenden kleinen Türmen mit Zwiebelhelmen. Über der Attikabalustrade mit Schutzengelstatuengruppen von Othmar Schimkowitz zeigt sich hoch aufragend die beherrschende längsovale Kuppel. An der Rückseite des durch ein umlaufendes Kordongesims und durch stark plastisch geformte Details kräftig akzentuierten Kirchenbaus befindet sich die Sakristei und die Taufkapelle und das ehemalige Margaretenmuseum mit Gegenständen zur Kirchenpatronin Margareta von Schottland im Obergeschoß.
Das Kircheninnere zeigt einen einheitlich hell gefärbelten überkuppelten Zentralraum über einem längsovalen Grundriss mit ausschwingender Orgelempore und gleichfalls ausschwingenden Seitenemporen, die Wände haben eine kräftige Pilastergliederung und ein breites verkröpftes Gebälk, die Pendentifkuppel als Eisenbetonkonstruktion zeigt in Stuckreliefs in den Zwickeln die Vier Evangelisten vom Stuckateur Franz Klug.

## Ausstattung
Die einheitliche neobarocke Einrichtung der Bauzeit mit dunkelbraun gestrichenem gebürstetem Holz zeigt sparsame Vergoldung und reiche Bildwerke aus Bronze.
Den mächtigen Hochaltar und einen Seitenaltar schuf der Bildhauer Ernst Hegenbarth.
Im Chor befindet sich ein Porträt Papst Pius X. (1835–1914) geschaffen vom Bildhauer Alberto Collina 1910.
In der Taufkapelle steht ein bronzener Taufbrunnen mit dem Deckelaufsatz Taufe Christi, den Gemäldezyklus aus dem Leben der Heiligen Margareta von Schottland malte Franz Zimmermann.
Die Orgel bauten die Gebrüder Rieger 1916. Die Statuen der Heiligen Barbara und Antonius auf hohen Sockeln unter der Orgelempore schuf der Bildhauer Jakob Adlhart 1925/1926.